# Machaeranthera arenaria
Machaeranthera arenaria là một loài thực vật có hoa trong họ Cúc. Loài này được (Benth.) Shinners mô tả khoa học đầu tiên năm 1950.